# Manuel Senni
Manuel Senni (Cesena, 11 de marzo de 1992) es un ciclista italiano. Su debut como profesional fue en 2015 tras despuntar al ganar dos veces en el Giro del Valle de Aosta y su retirada en 2021.

## Palmarés
2014 (como amateur)
- 2 etapas del Giro del Valle de Aosta

2017
- Colorado Classic

## Resultados en Grandes Vueltas
| Carrera | Carrera         | 2015 | 2016 | 2017 | 2018 | 2019 | 2020 | 2021 |
| ------- | --------------- | ---- | ---- | ---- | ---- | ---- | ---- | ---- |
|         | Giro de Italia  | —    | 76.º | 79.º | Ab.  | 59.º | —    | ―    |
|         | Tour de Francia | —    | —    | —    | —    | —    | —    | ―    |
|         | Vuelta a España | —    | —    | —    | —    | ―    | —    | —    |

—: no participa
Ab.: abandono

## Equipos
- BMC Racing Team (2015-2017)
- Bardiani-CSF (2018-2020)
  - Bardiani-CSF (2018-2019)
  - Bardiani-CSF-Faizanè (2020)
- Amore & Vita-Prodir[2] (2021)